# کدی لی
کُدی ته‌هیون لی (انگلیسی: Kodi Taehyun Lee) خواننده-ترانه‌پرداز و نوازندهٔ پیانو اهل ایالات متحده آمریکا است. او با شرکت و پیروزی در چهاردهمین دورهٔ نمایش واقع‌نما امریکاز گات تلنت، شناخته شد. لی مبتلا به اوتیسم و نابینا است. او در سال ۲۰۱۹ در این مسابقه شرکت کرد و فیلم اجرای مرحلهٔ مقدماتی او با گذشت ۲ هفته از انتشار، بیش از ۳۰ میلیون بازدید در اینترنت داشت. او برنده چهاردهمین فصل امریکاز گات تلنت شد.

## آمریکاز گات تلنت
در مه ۲۰۱۹، لی در مرحله مقدماتی آمریکاز گات تلنت شرکت کرد و ترانهٔ ترانه‌ای برای تو از لیون راسل را اجرا کرد. هر چهار داور مسابقه، گبریل یونیون، هاوی ماندل، سایمون کاول و جولیان هاف، برای تشویق او ایستادند. گبریل یونیون، زنگ طلایی را برای لی زد و او را مستقیم به اجراهای زندهٔ این برنامه فرستاد. در مرحلهٔ یک‌چهارم نهایی اجرای زنده، لی قطعه پل بر روی آب‌های طوفانی اثر سایمون و گارفانکل را اجرا کرد و مورد تشویق ایستاده قرار گرفت. در مرحله نیمه‌نهایی ترانهٔ دلیل تو هستی از کالوم اسکات را اجرا کرد و در شب بعدی به عنوان یکی از فینالیست‌های مسابقه معرفی شد. در مرحلهٔ نهایی لی، ترانهٔ گمشده بدون تو از فریا رایدینگز را خواند. در قسمت نهایی اعلام نتایج، بار دیگر ترانهٔ دلیل تو هستی را با همراهی لیونا لوئیس اجرا کرد. در آخر آن برنامه، لی با بیشترین رأی کسب‌شدهٔ مردمی به عنوان برندهٔ چهاردهمین فصل این برنامه معرفی شد.